# Neptune Beach
Neptune Beach est une ville américaine située dans le comté de Duval en Floride.

## Démographie
| 1940  | 1950  | 1960  | 1970  | 1980  | 1990  |
| ----- | ----- | ----- | ----- | ----- | ----- |
| 1 363 | 1 767 | 2 868 | 4 281 | 5 248 | 6 816 |

| 2000  | 2010  | - | - | - | - |
| ----- | ----- | - | - | - | - |
| 7 270 | 7 037 | - | - | - | - |

Selon le recensement de 2010, Neptune Beach compte 7 037 habitants. La municipalité s'étend sur 6,85 milles carrés (17,74 km2), dont seulement 2,33 milles carrés (6,03 km2) de terres.